# أغنيس ماكفيل
أغنيس شامبيل ماكفيل (24 مارس 1890 – 13 فبراير 1954) كانت سياسية كندية من أونتاريو، وأول امرأة تصبح عضوًا في برلمان البلاد. انتُخبت أول مرة لمجلس العموم الكندي في عام 1921، وشغلت منصب عضو في البرلمان حتى عام 1940. انتقلت إلى السياسة الإقليمية منذ عام 1943 وحتى عام 1945، وشغلت مجددًا منذ عام 1948 وحتى عام 1951 منصب عضو في اللجنة التشريعية لأونتاريو التي تمثل تورنتو في دائرة يوك إيست الانتخابية. عملت ماكفيل لحزبين منفصلين، وكانت نشطة في السياسة التقدمية الكندية طوال حياتها. روجت لأفكارها من خلال كتابة أعمدة في الصحف، وتنظيم النشطاء، والتشريع.

## خلفية
وُلدت أغنيس ماكفيل لأبويها دوغالد مكفيل وهينيريتا كامبيل في بروتون تاونشيب في مقاطعة غراي، أونتاريو. رغم أن كنيتها كانت تُلفظ مَكفيل، فقد اكتشفت خلال رحلة لاحقة إلى اسكتلندا أن كنية عائلتها تُلفظ ماكفيل وغيرت اسمها لتعكس ذلك. ترعرعت في الكنيسة الميثودية، ولكنها تحولت إلى كنيسة مجتمع المسيح (كنيسة يسوع المسيح لقديسي الأيام الأخيرة المعاد تنظيمها) عندما كانت مراهقة، وهي كنيسة عمها المبشر.
ارتادت ماكفيل كلية أوين ساوند ومعهد التدريب المهني لسنة واحدة. رغم تقدمها الجيد في الدراسة هناك، انتقلت ماكفيل إلى كلية ستراتفورد العادية حتى تكمل دراساتها بينما تسكن مع أحد أقاربها. تخرجت في عام 1910 بشهادة معلم للحلقة الثانية. تقدمت للعمل في خمس مناصب وقُبلت فيها جميعًا. قالت لاحقًا أن ذلك القبول لم يكن بسبب مهارتها، بل بسبب النقص في المعلمين في ذلك الوقت. درّست ماكفيل في عدة مدارس ريفية بأونتاريو في قرى مثل بورت إلغين، وهونيوود، ونيوماركت.
بينما كانت تعمل في شارون، أصبحت ماكفيل نشطة سياسيًا، إذ انضمت إلى حزب المزارعين المتحدين في أونتاريو وجناحه النسائي المزارعات المتحدات في أونتاريو. أصبحت في ذات الوقت كاتبة عمود في صحيفة فارمرز صن.

## السياسة الفيدرالية
بعد التعديلات التي أجرتها الحكومة الفيدرالية المحافظة على قانون الانتخاب عام 1919، انتُخبت ماكفيل لعضوية مجلس العموم بصفتها عضوًا من الحزب التقدمي الكندي عن دائرة غراي الانتخابية في الانتخابات الفيدرالية لعام 1921. كانت ماكفيل أول امرأة تشغل منصب عضو في البرلمان في التاريخ الكندي. أُعيد انتخابها في انتخابات 1925 و1926 و1930.
اعترضت ماكفيل على الكلية العسكرية الملكية في كندا عام 1924، إذ رأت أن الكلية تعلم الغطرسة وتوفر تعليمًا رخيصًا لأبناء الأثرياء؛ اعترضت في عام 1931 على قرار الحكومة بدعم الكلية وذلك على أسس داعية للسلام.
بصفتها عضوًا راديكاليًا من الحزب التقدمي، انضمت ماكفيل إلى مجموعة جينغر الاشتراكية، وهي فصيل من الحزب التقدمي الكندي شكلت لاحقًا الكومنولث الفيدرالي التعاوني. أصبحت ماكفيل أول رئيسة للكومنولث الفيدرالي التعاوني في أونتاريو في عام 1932. ومع ذلك، غادرت الكومنولث الفيدرالي التعاوني في عام 1934 بعد انسحاب حزب المزارعين المتحدين من الكومنولث بسبب مخاوف من التأثير الشيوعي في الكومنولث الفيدرالي التعاوني في أونتاريو. بقيت ماكفيل مقرّبةً من أعضاء البرلمان من الكومنولث الفيدرالي التعاوني، رغم مغادرتها لالكومنولث رسميًا، وشاركت في أغلب الأحيان في الاجتماعات الحزبية. لم يُقدم الكومنولث الفيدرالي التعاوني أي مرشح ضد ماكفيل خلال حملاتها الفيدرالية الثلاث المتتالية.
في الانتخابات الفيدرالية لعام 1935، انتُخبت ماكفيل مجددًا هذه المرة بصفتها عضوًا من حزب المزارعين المتحدين – حزب العمل في الدائرة الانتخابية غراي بروس المُنشأة حديثًا. سُمح لها باستخدام اسم الحزب، حتى عندما توقف عن كونه منظمةً سياسية في عام 1934. كانت ماكفيل دائمًا صوتًا قويًا من أجل القضايا الريفية. كانت ماكفيل مناصرة قوية للإصلاح الجنائي وساهمت جهودها في إطلاق لجنة تحقيق أرشامبولت في عام 1936. أصبح التقرير النهائي أساسًا للإصلاح في السجون الكندية بعد الحرب العالمية الثانية. أدت مخاوف ماكفيل من أجل النساء في النظام القضائي، في عام 1939، إلى تأسيس منظمة إليزابيث فراي الكندية التي سُميت تيمنًا بالمصلحة البريطانية إليزابيث فراي.

## روابط خارجية
- أغنيس ماكفيل على موقع الموسوعة البريطانية (الإنجليزية)